# Serenoa repens
Serenoa repens és una petita palmera americana força utilitzada com a planta medicinal. Serenoa fa referència al botànic nord-americà Sereno Watson (1826-1892), que va descobrir per exemple l'espècie Brahea armata S. Watson; repens ve del llatí i vol dir reptant. Malgrat no tenir noms populars en català, el fet que en molts idiomes es conegui com a sabal, fa pensar que fàcilment aquest nom pugui ser transcrit i acceptat en català.
És una espècie endèmica dels Estats Units, des de les costes de Carolina del Sud fins a les de Louisiana. Abunda al sud de Florida, on forma colònies gegants. Sovint la veiem sota els boscos de pins o de Sabal palmetto.

## Descripció morfològica
És una palmera petita i arbustiva. Les fulles són palmades (però no costapalmades) i coriàcies, la coloració varia entre tonalitats grises, verdes o groguenques. Poden estar recobertes d'una lleugera capa de cera. Els pecíols són prims i poden arribar a fer 1 metre tenen espines petites sobretot a la part basal que han inspirat el nom en anglès saw palmetto (palmera de serra).
El tronc és aeri i pot arribar a fer 3 o 4 metres, algunes vegades es troba erecte, però el més freqüent és veure'l a nivell de terra o subterrani. Poden ser dicotòmics o tenir ramificacions laterals, és una característica que no s'acostuma a veure en palmeres.
La inflorescència és més curta que les fulles, està formada per centenars de flors petites, blanques i hermafrodites. El calze és tubular i curtament trilobulat. Els filaments dels estams estan soldats a la base 
El fruit són drupes negres que semblen una oliva de mida gran (2 cm com a màxim).
L'endosperm de les llavors és llis.
Es pot confondre amb altres palmeres que també tenen tronc prim i fulles palmades: Acoelorraphe wrightii, Chamaerops humilis, Guihaia, Ledipocaryum tenue, Mauritiella, Nannorrhops ritchiana, Rhapidophyllu hystrix, Rhapis i Zombia antillarum.

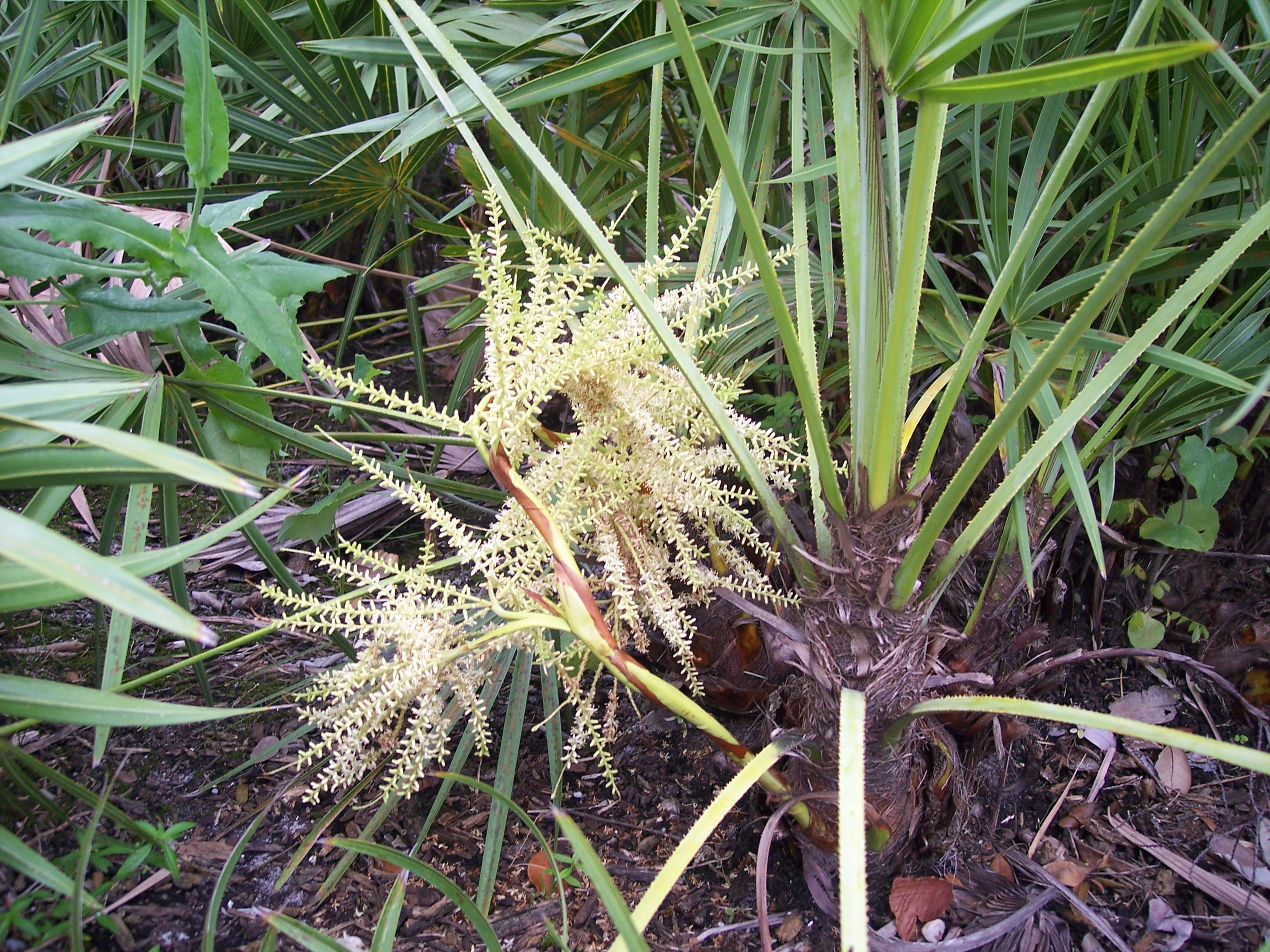
inflorescència

## Ecologia
Té una resistència increïble a condicions climàtiques extremes: ciclons, esquitxades d'onades, sequera, calors caniculars, gelades o fins i tot són capaces de sobreviure a incendis forestals. Encara que pot viure en diferents tipus de terres, en la majoria dels casos són terres sorrencs o calcaris. El clima del sud-est dels Estats Units és subtropical humit amb estius llargs i càlids i hiverns curts i suaus. Però poden presentar-se onades de fred procedents del nord i provocar gelades que la palmera resisteix.

## Farmacologia

### Composició química
Les dades bibliogràfiques sobre la composició química de la droga són escassos. Els fruits i llavors són rics en oli constituït per triacilglicerols que contenen un 50% d'àcids grassos de 14 o menys àtoms de carboni. Aquests àcids grassos (sobretot el lauric) es troben a l'extracte lípid-esteròlic comercial que a més conté alcans lineals (de 9 a 28C), alcans amb alcohols (hexaconsanol 26C, octacosanol 28C, triacontanol 30C) i els seus èsters, alquens monoènics (12,13 i 24C), fitoesterols (sitosterol, campesterol, cicloartenol i derivats del sitosterol i poliprneols.

### Usos medicinals
Tractament dels trastorns miccionals moderats causats per càncer de pròstata. Com que actua sobre els nivells de testoterona es pot utilitzar com a remei per la caiguda del cabell.

### Accions farmacològiques
L'extracte causa un efecte antiandrogènic en rates castrades per interacció amb el metabolisme i mecanisme d'acció de la testosterona a nivell prostàtic. In vitro inhibeix la 5α-testosterona reductasa i la 3α-cetosteroide reductasa. Tant in vitro com in vivo disminueix la unió entre la DHT (dihidrotestosterona) i els seus receptors citosòlics i nuclears. Hi ha altres estudis que contradiuen aquestes dades: la inhibició de la 5α-testosterona reductasa i la unió dels andrògens als seus receptors es produeix només a dosis molt elevades i, per tant, no específiques. Altres autors, distingeixen dels efectes que produeixen sobre els isoformes 1 i 2 de la 5α-testosterona reductasa.
A l'extracte li atribueixen propietats antiinflamatòria i antiedematosa per inhibició de la cilcloxigenasa i la lipoxigenasa. També és possible que existeixi una activitat espasmolítica i efectes inhibidors dels factors de creixement prostàtics.
L'administració diària de l'extracte (320mg/dia) no modifica significativament els nivells de DHT plasmàtica ni altera el nivell de PSA (antigen prostàtic específic). L'ús a llarg termini provoca una disminució dels receptors hormonals prostàtics.
S'ha mirat de demostrar l'interès clínic per a la hiperplàsia benigna de pròstata. S'ha arribat a la conclusió que després d'un a tres mesos de tractament (320-480mg/dia) es produeix una millora de la simptomatologia.

### Toxicitat
No presenta contraindicacions.

## Cultiu
Com totes les palmeres originàries de Florida és una amant de la calor, encara que pot sobreviure al fred. Està acostumada a estius càlids i humits. Per aquestes característiques convé regar-la freqüentment quan la tenim en test, en mesos humits el millor que podem fer és posar el test dintre d'un recipient amb aigua. En regions temperades el cultiu s'ha de fer al sol per captar el màxim de calor. En canvi, en climes tropicals es pot fer també a l'ombra.
Les llavors germinen en dos o tres mesos en un substrat càlid i humit. Canviar una palmera adulta de zona és molt complicat i acostuma a fracassar, és un fet sorprenent perquè és capaç de sobreviure a condicions extremes.
A Espanya es va començar a comercialitzar cap al 1994, però als Estats Units s'utilitza com a arbust ornamental o defensiu pels seus pecíols espinosos.

## Curiositats
És la palmera endèmica dels Estats Units més abundant en estat natural. Pot formar matolls molt invasors que en pinars i terrenys dedicats al cultiu es consideren males herbes. S'eliminen per mètodes agressius com bulldozers o excavadores.
La forma de creixement és peculiar: en les axil·les de les seves fulles poden brotar tant inflorescències com noves branques amb fulles.
Abans de l'arribada dels europeus els fruits de Serenoa repens eren un aliment utilitzat pels indis. Se'n pot apreciar el sabor dolç, picant, oliós i finalment amarg si s'aconsegueix superar la forta olor que desprèn la polpa. Els indis de Florida també utilitzaven el fruit com a afrodisíac o per tractar problemes urinaris. Aquest coneixement va passar als europeus. El 1870 ja s'havien fet les primeres observacions terapèutiques. Però fins als 1970 els laboratoris Pierre Fabre no van demostrar la seva eficàcia pel tractament d'hipertròfia benigne de pròstata. Actualment, és el fàrmac més utilitzat a França per tractar-la.
La producció anual supera les 4.500 tones i es fa en la seva totalitat a Florida.
Molt poques palmeres tenen aplicació en medicina perquè produeixen pocs metabòlits secundaris. Són excepcions Serenoa repens i Areca catechu que s'utilitza en oftalmologia i parasitologia.

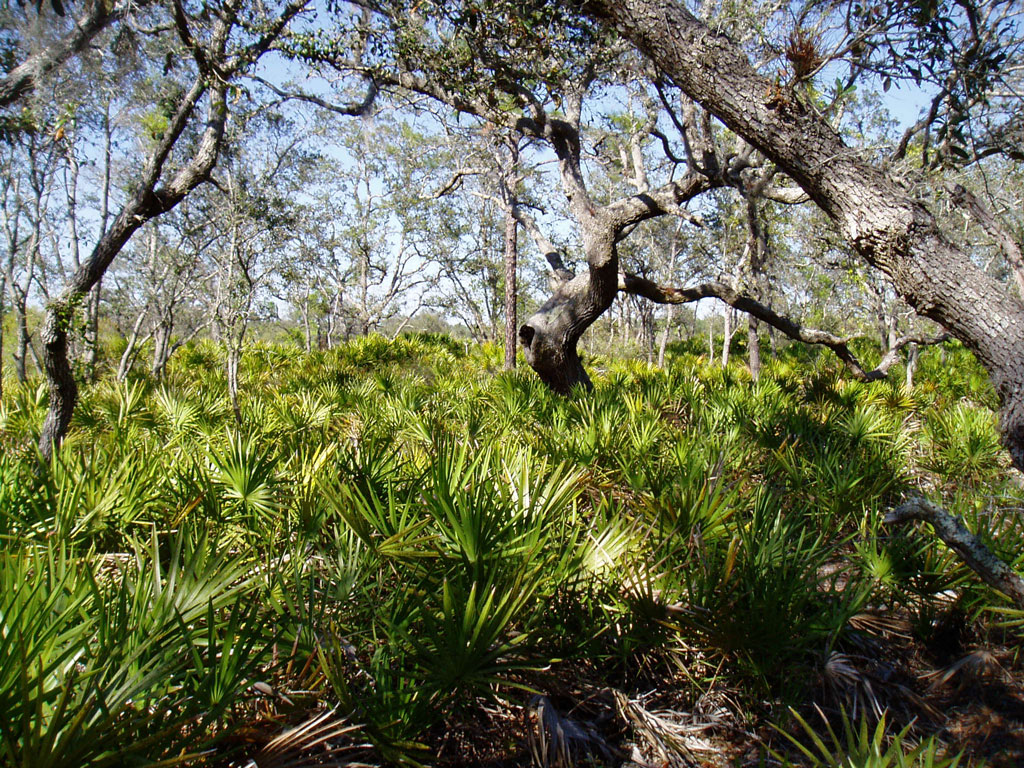
Serenoa repens al sotabosc